# Trifluormethylhypofluorit
Trifluormethylhypofluorit ist eine chemische Verbindung aus der Gruppe der organischen Fluorverbindungen.

## Gewinnung und Darstellung
Trifluormethylhypofluorit kann durch Reaktion von Carbonylfluorid mit Fluor in Gegenwart eines Metallfluorides wie Kaliumfluorid, Rubidiumfluorid oder Cäsiumfluorid bei −78 °C gewonnen werden.
{\displaystyle \mathrm {F_{2}CO+F_{2}\longrightarrow F_{3}COF} }
Für die Reaktion kann auch Methanol oder Kohlenmonoxid als Ausgangsmaterial verwendet werden.

## Eigenschaften
Trifluormethylhypofluorit ist ein farbloses giftiges Gas mit fluorähnlichen Geruch. Es reagiert mit Wasser nur langsam und zersetzt sich thermisch erst oberhalb 450 °C. Unterhalb von −95 °C liegt es als strohgelbe Flüssigkeit vor. Es ist ein starkes Oxidationsmittel.

## Verwendung
Es wurde für die Herstellung von α-Fluorketonen aus Silylenolethern verwendet.